# Sölvi Ottesen
Sölvi Geir Ottesen Jónsson (ur. 18 lutego 1984 w Reykjavíku) – islandzki piłkarz występujący na pozycji środkowego obrońcy. 

## Kariera klubowa
Ottesen zawodową karierę rozpoczynał w sezonie 2001 w klubie Víkingur Reykjavík, grającym w 1. deild karla. W sezonie 2003 wywalczył z nim awans do Úrvalsdeild. W 2004 roku podpisał kontrakt ze szwedzkim Djurgårdens IF. W Allsvenskan zadebiutował 20 września 2004 w wygranym 2:0 meczu z Malmö FF. W sezonie 2004 zdobył z klubem Puchar Szwecji. W następnym ponownie sięgnął z Djurgårdens po to trofeum, a także wywalczył z nim mistrzostwo Szwecji. W Djurgårdens od czasu debiutu pełnił rolę rezerwowego. Przez pięć sezonów rozegrał tam 34 ligowe spotkania i zdobył w nich 3 bramki.
W lipcu 2008 za 100 tysięcy euro został sprzedany do duńskiego SønderjyskE Fodbold. W pierwszej lidze duńskiej zadebiutował 20 lipca 2008 w przegranym 0:2 meczu z AC Horsens. 31 sierpnia 2008 w przegranym 1:2 spotkaniu z Aalborg BK strzelił pierwszego gola w trakcie gry w lidze duńskiej.
W 2010 roku przeszedł do FC København. W sezonie 2012/2013 wywalczył z nim mistrzostwo kraju. W 2013 roku odszedł do Urału Jekaterynburg. W 2015 grał w Jiangsu Sainty, a w 2016 przeszedł do Wuhan Zall. W 2017 grał w Buriram United, a następnie w Guangzhou R&F. W 2018 wrócił do Víkingura.

## Kariera reprezentacyjna
W reprezentacji Islandii Ottesen zadebiutował 12 października 2005 w przegranym 1:3 meczu eliminacji Mistrzostw Świata 2006 ze Szwecją.